# Беренс, Сэм
Сэм Беренс (англ. Sam Behrens, род. 24 июля 1950) — американский телевизионный актёр. Он наиболее известен благодаря своим ролям в сериалах «Надежда Райана» (1979—1980), «Главный госпиталь» (1983—1987) и «Любовь и тайны Сансет Бич» (1997—1999).
В прайм-тайм Беренс известен по роли нового мужа Вэлин Юинг (Джоан Ван Арк) в сериале «Тихая пристань» (1989—1990). Помимо этого он появился в фильмах «Американский блюз» (1989), «Двойное убийство» (1990), «Ньюмен, человек будущего», «Живые» (1993) и «Тень безумия» (1994). За роль в сериале «Тихая пристань» он выиграл премию Дайджеста мыльных опер в категории лучший злодей в прайм-тайм. Он также номинировался на награду в 1998—1999 годах за мыльную оперу «Сансет Бич».
Беренс женат на комедийной актрисе Шари Белафонте начиная с 31 декабря 1989 года.